# João Grandino Rodas
João Grandino Rodas (São Paulo, 1º de setembro de 1945) é um jurista brasileiro, professor titular e ex-diretor da Faculdade de Direito da Universidade de São Paulo (FDUSP). Foi nomeado reitor da USP pelo então governador José Serra a partir de lista tríplice, em que figurava como segundo colocado nas eleições da universidade o que foi muito discutido, uma vez que historicamente, o primeiro colocado sempre é empossado pelo governador, foi empossado no dia 25 de Janeiro, aniversário da universidade. Desde 2006, é Membro da Comissão Jurídica Interamericana da Organização dos Estados Americanos (OEA) havendo a presidido entre 2000 e 2002.
Atualmente, também é membro da Comissão Fulbright para o Intercâmbio entre os Estados Unidos e o Brasil e membro titular, indicado pelo Brasil, do Tribunal Arbitral Permanente de Revisão do Mercosul.

## Vida acadêmica
Antes de iniciar a sua carreira jurídica, Rodas concluiu um curso de Piano e História da Música na Faculdade Sagrado Coração de Jesus em 1965.
Em 1969, gradua-se em Direito e Educação pela Faculdade de Direito da USP (FDUSP) e Faculdade de Filosofia, Ciências e Letras (FFCL) – a atual Faculdade de Filosofia, Letras e Ciências Humanas (FFLCH).
Muda-se para Portugal em 1969 e inicia seu mestrado em Ciências Político Econômicas na Faculdade de Direito de Coimbra, focando no tema de direito dos tratados. Conclui os estudos no ano seguinte, junto a uma graduação em Letras pela Faculdade Nossa Senhora Medianeira dos Padres Jesuítas, onde estudou Português e Francês.
Contratado em 1970 para lecionar na Faculdade de Educação da Universidade de São Paulo, voltou ao Brasil e em 1971 tornoua-se também professor da Faculdade de Direito da Universidade de São Paulo, onde em 1973 obteve seu título de Doutor com tese sobre problemas na relação entre tratados, constituições e a convenção de Viena. Em 1975 tornou-se livre docente em Direito Internacional, abandonando em 1980 a docência junto à Faculdade de Educação.
Entre 1977 e 1985 desenvolveu outras atividades de pós-graduação, enquanto nos Estados Unidos, na Harvard Law School e The Fletcher School of Law and Diplomacy.
Lecionou na Faculdade de Direito, História e Serviço Social da UNESP de 1988 a 1990, chegando ali ao cargo de Professor Titular.
Desde 1993, é professor titular de Direito Internacional Privado na Faculdade de Direito da Universidade de São Paulo, tendo exercido a diretoria dessa instituição de 2006 a 2009.
Em novembro de 2009 foi nomeado pelo governador José Serra ao cargo de reitor da Universidade de São Paulo, após ser o segundo candidato com mais votos (por uma diferença de 57 votos) no processo eleitoral da universidade, assumiu esse posto e o ocupou até 2013.

## Vida pública

### Atos criticados como diretor da Faculdade de Direito da USP
No último dia como diretor da FDUSP, Rodas editou portarias cujo conteúdo foi mantido em segredo por algum tempo. Uma delas nomeia duas salas da faculdade como Pinheiro Neto e Pedro Conde, como contrapartida a doações de R$ 1 milhão recebidas do escritório do primeiro e da família do segundo. Tais doações teriam sido feitas em desacordo com o regimento da Universidade e com parecer da Consultoria Jurídica USP, que, em caso semelhante na FEA, declarou inválida a modalidade de doação com contraprestação, mesmo que apenas simbólica. A negociação foi conduzida pelo presidente da Associação dos Antigos Alunos da FDUSP, com a participação da então diretoria do Centro Acadêmico XI de Agosto.[carece de fontes?]
Outra portaria determinou a transferência do acervo das bibliotecas departamentais e da biblioteca circulante da Faculdade de Direito, totalizando mais de 150.000 livros, para o edifício Anexo IV, na rua Senador Feijó, 205. O prédio, que havia sido desapropriado havia pouco tempo, carecia de laudo pericial atestando a possibilidade de abrigar os livros e de condições mínimas de preservação do acervo, que foi exposto a vários riscos.
Ambos os atos foram revogados pela Congregação da FDUSP após longo e intenso processo de mobilização que envolveu estudantes, professores e funcionários e culminou na realização de um ato no Páteo das Arcadas, com mais de mil pessoas, e em uma paralisação estudantil de dois dias.

### Comissão Especial de Mortos e Desaparecidos Políticos
Rodas integrou a Comissão Especial de Mortos e Desaparecidos Políticos entre 1995 e 2002. Atuou em 172 processos, votou pelo deferimento de 127 deles e pelo indeferimento de 45 casos, geralmente com as razões de que o prazo para os requerimentos já tinha se esgotado—a lei federal 10.875/2004 posteriormente possibilitou o exame destes casos—ou de que não havia suficiente material probatório a confirmar a responsabilidade de agentes brasileiros.
Dentre os principais requerimentos que julgou, destacam-se os em nome de Alexandre Vannucchi Leme, Vladmir Herzog, Carlos Marighella e Carlos Lamarca, em que votou pelo deferimento. No caso da família de Zuzu Angel, votou pelo deferimento do pedido em nome de Sônia Maria Lopes de Moraes Angel Jones (esposa de Stuart Edgar Angel Jones, o filho de Zuzu Angel), mas negou a participação do Estado na morte de Zuzu Angel durante o período da ditadura militar. A requisição da condição de vítima do regime militar à esposa de Stuart Angel foi atendida pela Comissão, assim como a de Zuzu Angel, mas neste caso Rodas foi voto vencido: considerou que não se havia demonstrado a conexão de agentes do governo militar com sua morte e foi contrário ao deferimento do pedido.

### Episódio da Tropa de Choque na USP
Diretor da Faculdade de Direito desde 11 de agosto de 2006, Rodas envolveu-se em alguma polêmica ao requisitar, na madrugada do dia 22 de agosto de 2007, a entrada da tropa de choque da Polícia Militar da Faculdade de Direito da USP para a expulsão de manifestantes da União Nacional dos Estudantes (UNE), do Movimento dos Trabalhadores Rurais Sem Terra (MST), de estudantes e membros de diretórios acadêmicos que haviam invadido o prédio como parte das manifestações da Jornada em Defesa da Educação.

### Outros
Foi presidente do Conselho Administrativo de Defesa Econômica (CADE) entre 2000 e 2004, Desembargador Federal do Tribunal Regional Federal da 3ª Região entre 1989 e 1993, Consultor Jurídico do Ministério das relações Exteriores entre 1993 e 1998 e Membro do Tribunal Administrativo do Sistema Econômico Latino Americano entre 2002 e 2006.

## Atividade profissional
É membro titular do Tribunal Permanente de Revisão do MERCOSUL, a mais alta instância de solução de controvérsias do bloco (2004/2010), tendo sido seu Presidente (2007/2008). Membro do Conselho Diretor da Comissão Fulbright para Intercâmbio Educacional entre os Estados Unidos da América e o Brasil (2000/2010). Membro da Comissão Jurídica Interamericana da OEA (1996/2006), de que foi presidente (2000/2002) e vice-presidente (1998/2000).
É juiz do Tribunal Administrativo do Sistema Econômico Latino Americano (2000-2010) e presidente do Conselho Administrativo de Defesa Econômica (CADE), tendo sido administrador e ordenador de despesas da Autarquia Federal e Presidente do Tribunal Administrativo com jurisdição nacional (2000/2004).
Chefe da Consultoria Jurídica do Ministério das Relações Exteriores (1993/1998), tendo participado e chefiado várias delegações brasileiras a reuniões diplomáticas internacionais.
Foi também desembargador federal do Tribunal Regional Federal da 3ª Região (1989-1993), juiz federal titular da 3ª Vara Federal da então Seção Judiciária do Rio Grande do Sul e da 15ª Vara da então Seção Judiciária de São Paulo (1982/1989), juiz do Trabalho, Presidente da então 12ª Junta de Conciliação e Julgamento de São Paulo (1980-1982). Gerente do Departamento Jurídico da Ford Brasil S.A. (1978/1980). Gerente do Departamento Jurídico da Transbrasil S.A. Linhas Aéreas (1970/1976).

## Demissões e denúncias
Em janeiro de 2011, Rodas foi responsável pela demissão de 270 funcionários, tendo sido chamado a prestar esclarecimentos na Assembleia Legislativa de São Paulo (ALESP) no dia 24 de março de 2011, mas ele não compareceu. Wanderley Messias da Costa foi chamado para representar a direção da universidade mas após alguns questionamentos feitos pelos deputados abandonou a ALESP sem dar os esclarecimentos solicitados. Entre as denúncias também estão compra de imóveis com preços elevados, extinção de cursos e vagas, terceirização da universidade e aumento do filtro social para a entrada de alunos na Universidade.
Devido à sua passagem controversa pela direção da Faculdade de Direito e seus atos subsequentes como reitor da USP, é o único dentre todos os ex-diretores que não possui um retrato pintado à mão na galeria de retratos do museu da Faculdade, situado no primeiro andar do Edifício Histórico. 